# اجازه دهید بازی شروع شود
اجازه دهید بازی شروع شود (به انگلیسی: Let the Game Begin) فیلمی محصول سال ۲۰۱۰ و به کارگردانی آمیت گوپتا است. در این فیلم بازیگرانی همچون آدام رودریگوئز، استیون بالدوین، مایکل مدسن، ناتاشا هنستریج، کن داویتیان، توماس ایان نیکلاس، دیورا برد، لیسا ری، جیمز اوری، لاکلین مونرو، جسی جین و جنیفر رودس ایفای نقش کرده‌اند.